# Мутновский
Мутно́вская сопка (вулкан Мутно́вский) — действующий вулкан в южной части полуострова Камчатка. Расположен рядом с вулканом Горелый. Удалён от Петропавловска-Камчатского на 80 км к югу. Абсолютная высота составляет 2322 м над уровнем моря. Тип — щитовой. Недалеко от вулкана действует Мутновская ГеоЭС.

## Описание

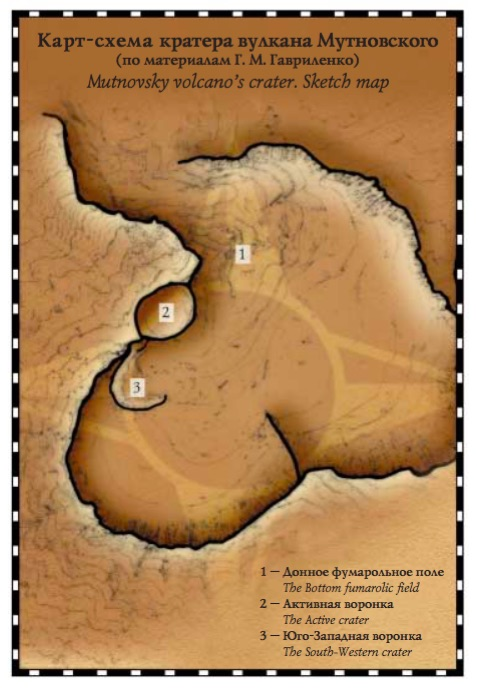
Схема кратера вулкана Мутновского

Вулкан состоит из нескольких конусов, слившихся в единый массив. Северо-западный конус имеет современные проявления вулканизма, которые можно наблюдать в центральном кратере размером 2,0×1,5 км и в текущей активной воронке. В основном, активность вулкана выражена фумарольной деятельностью, при которой выделяется огромное количество энергии в виде выбросов вулканических газов и множества горячих источников. Это одно из самых больших геотермальных месторождений в мире.
За исторический период времени вулкан извергался не менее 16 раз. Наиболее сильное извержение произошло в 1848 году. Самое недавнее извержение приходится на 2000 год.
У подножья сопки Скалистой, которая находится рядом с вулканом Мутно́вским, действуют Дачные горячие источники, которые иногда называют «Малой Долиной Гейзеров». На самом же деле это активное фумарольное поле, горячие газы которого проходят сквозь воду холодного ручья, нагревают его и, в ряде случаев, создают эффект фонтанирования, что и привело к возникновению второго названия. Настоящих же гейзеров в этом районе нет.

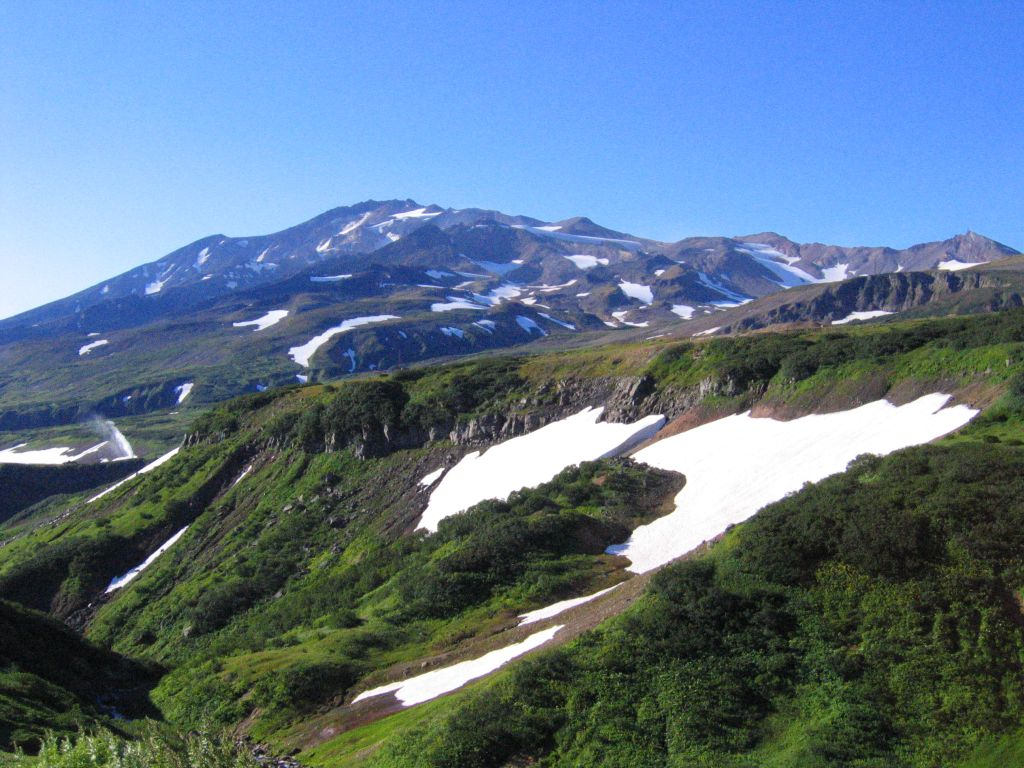
Мутновская сопка
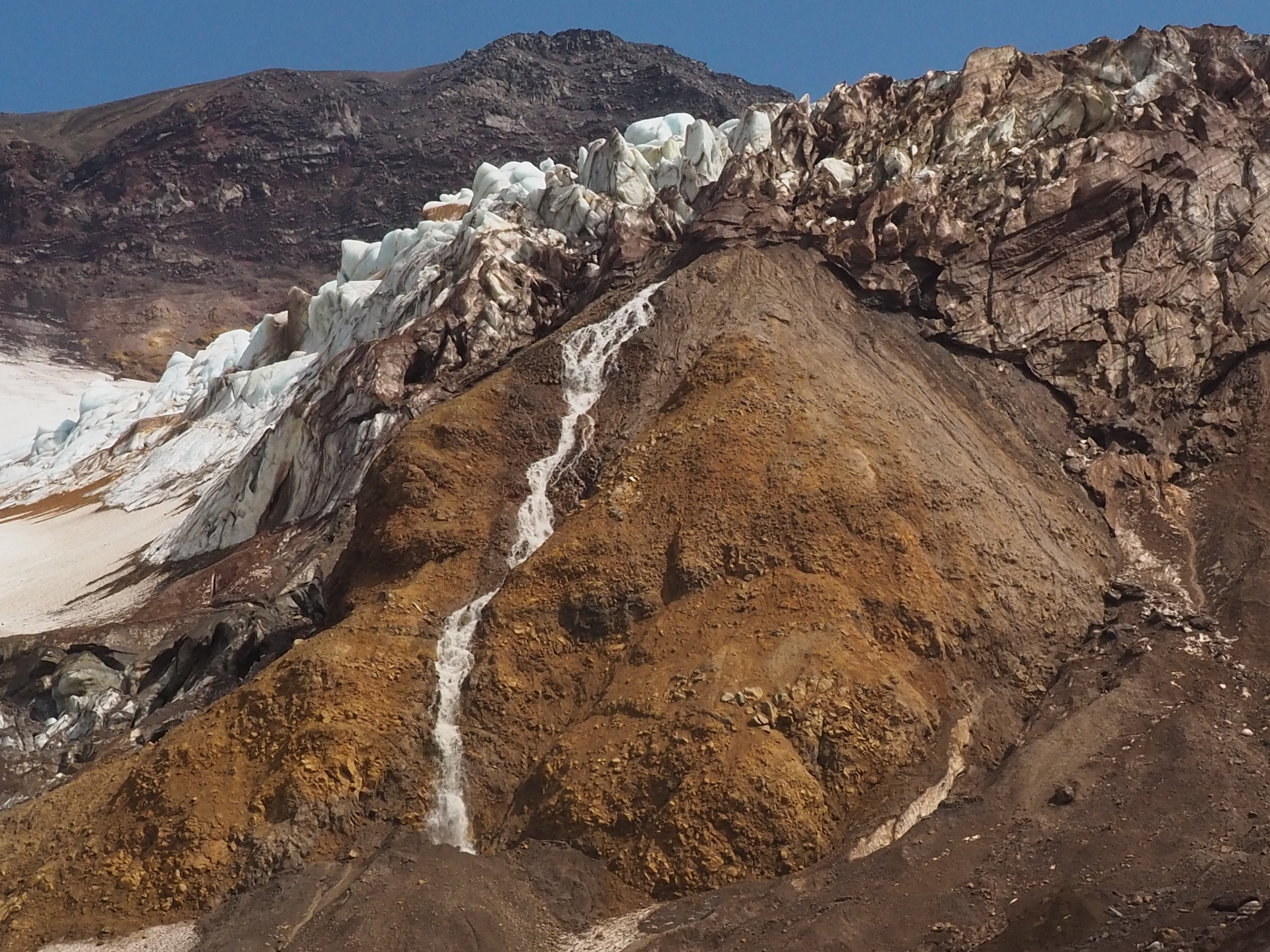
Ручей под ледником
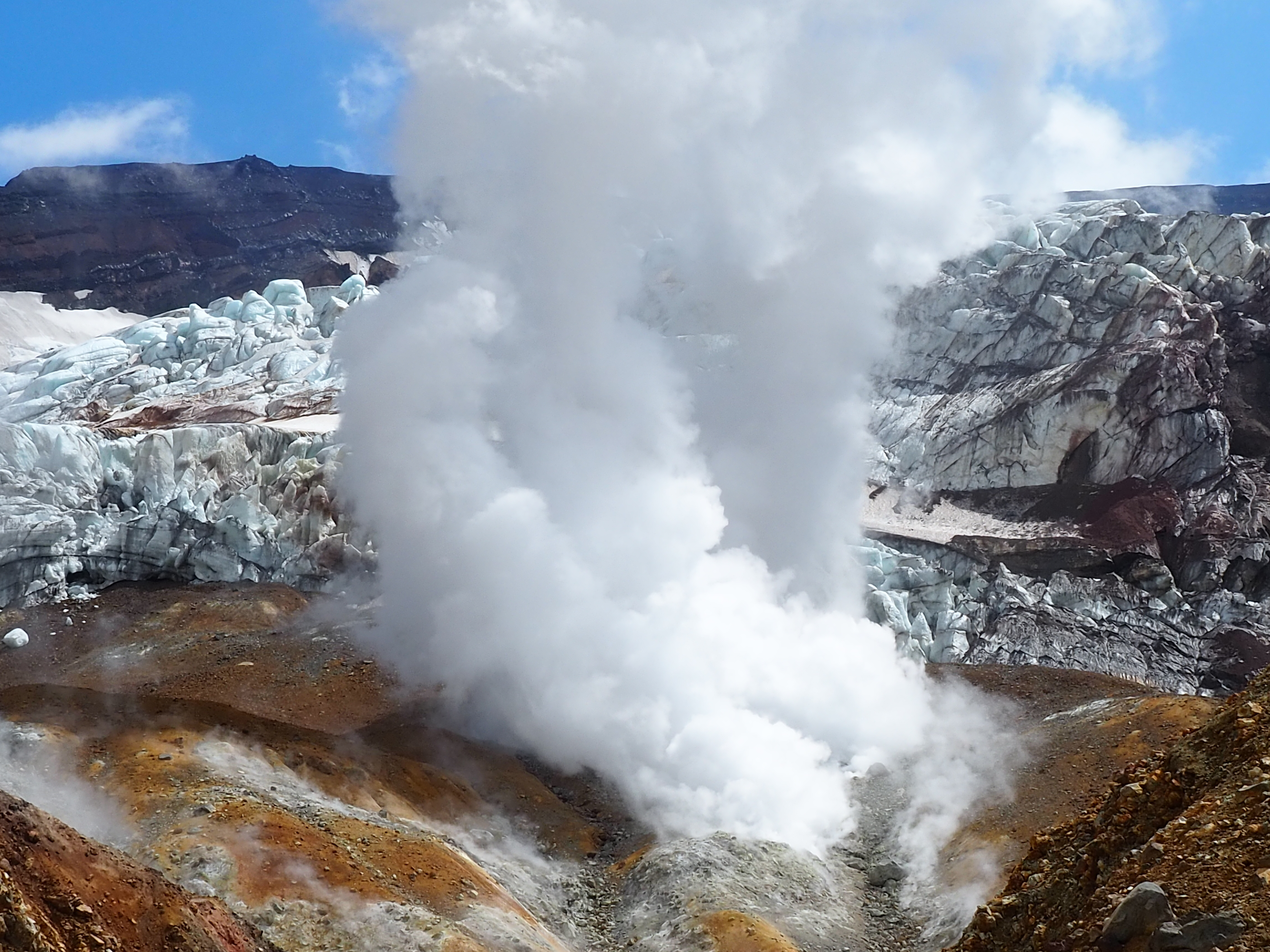
Дымящиеся фумаролы с углекислым газом, сероводородом и др.
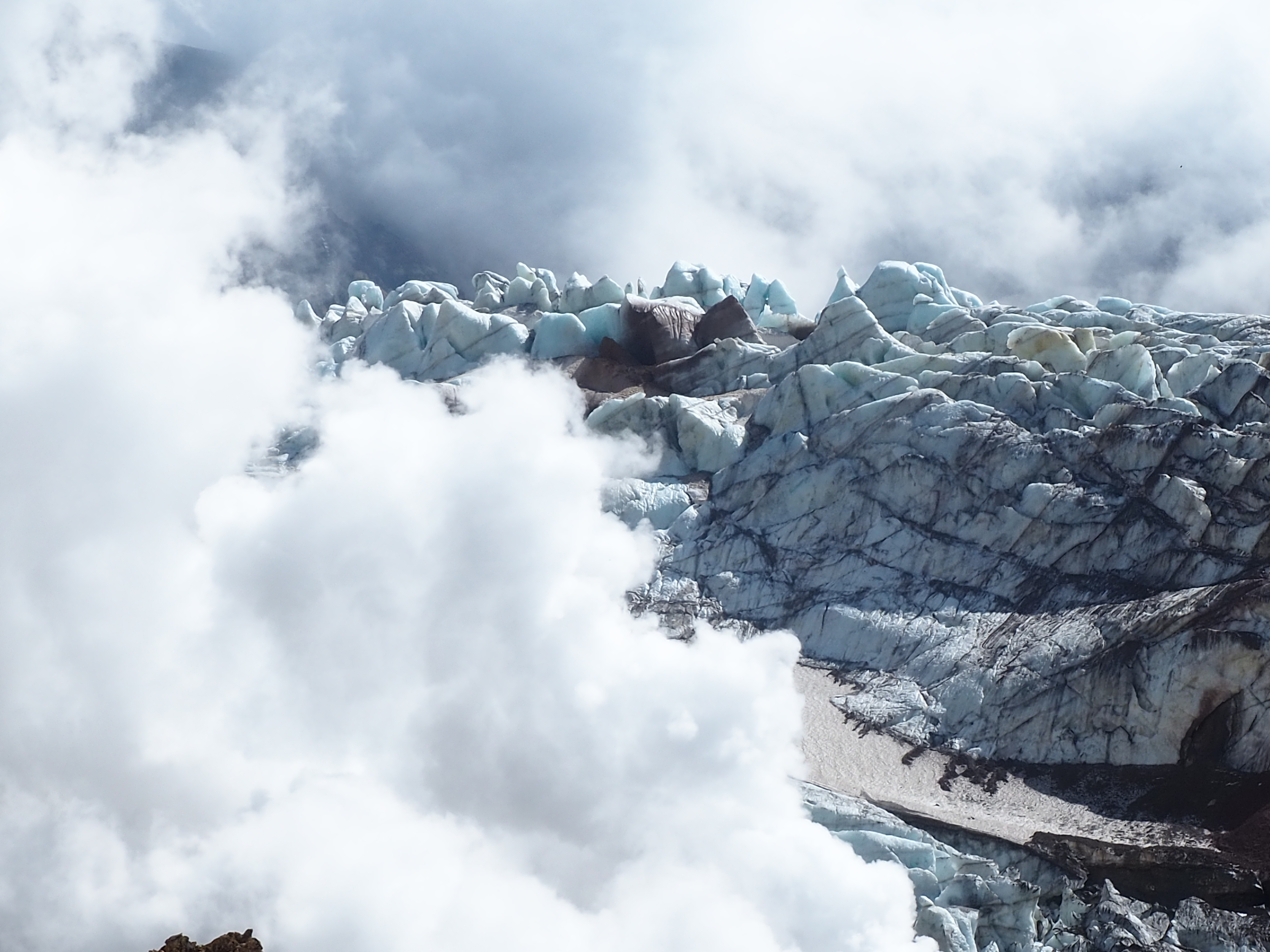
Ледник

## Интересные факты
В апреле 2009 года российский парашютист Валерий Розов совершил прыжок в кратер Мутновского вулкана.
В июне 2018 года учеными Института вулканологии и сейсмологии ДВО РАН, впервые за всю историю изучения вулкана обнаружили озеро в Активной воронке, что свидетельствует о его новой стадии развития.